# Jules Guérin (läkare)
Jules René Guérin, född 11 mars 1801 i Boussu, död 25 januari 1886 i Hyères, var en belgisk-fransk läkare.
Guérin blev 1826 medicine doktor och övertog 1828 ledningen av "Gazette de santé", som 1830 fick titeln "Gazette médicale de Paris". År 1839 upprättade han i Paris ett ortopediskt institut, sedan han 1837 av franska vetenskapsakademien erhållit det stora kirurgiska priset för ett arbete över ortopedins principer och metoder. Detta arbete, som i manuskript utgjorde 16 foliovolymer med 100 tabeller och 400 planscher, har inte publicerats i sin helhet, utan blott i utdrag publicerat i Medicinska akademiens skrifter. Han utövade ett stort inflytande på den dåtida ortopedin.